# Shaaban Idd Chilunda
Shaaban Idd Chilunda (Tandahimba, 20 giugno 1998) è un calciatore tanzaniano, attaccante del Simba e della nazionale tanzaniana.

## Caratteristiche tecniche
È un centravanti.

## Carriera

### Nazionale
Il 9 settembre 2018 ha esordito con la nazionale tanzaniana disputando il match di qualificazione per la Coppa d'Africa 2019 pareggiato 0-0 contro l'Uganda.

## Statistiche
Statistiche aggiornate al 17 novembre 2018.

### Cronologia presenze e reti in nazionale
| Cronologia completa delle presenze e delle reti in nazionale ― Tanzania | Cronologia completa delle presenze e delle reti in nazionale ― Tanzania | Cronologia completa delle presenze e delle reti in nazionale ― Tanzania | Cronologia completa delle presenze e delle reti in nazionale ― Tanzania | Cronologia completa delle presenze e delle reti in nazionale ― Tanzania | Cronologia completa delle presenze e delle reti in nazionale ― Tanzania | Cronologia completa delle presenze e delle reti in nazionale ― Tanzania | Cronologia completa delle presenze e delle reti in nazionale ― Tanzania |
| Data                                                                    | Città                                                                   | In casa                                                                 | Risultato                                                               | Ospiti                                                                  | Competizione                                                            | Reti                                                                    | Note                                                                    |
| ----------------------------------------------------------------------- | ----------------------------------------------------------------------- | ----------------------------------------------------------------------- | ----------------------------------------------------------------------- | ----------------------------------------------------------------------- | ----------------------------------------------------------------------- | ----------------------------------------------------------------------- | ----------------------------------------------------------------------- |
| 8-9-2018                                                                | Kampala                                                                 | Uganda                                                                  | 0 – 0                                                                   | Tanzania                                                                | Qual. Coppa d'Africa 2019                                               | -                                                                       | 94’                                                                     |
| Totale                                                                  |                                                                         | Presenze                                                                | 1                                                                       |                                                                         | Reti                                                                    | 0                                                                       |                                                                         |